# Anna Polinari
Anna Polinari (Verona, 7 de febrero de 1999) es una deportista italiana que compite en atletismo, especialista en las carreras de velocidad.
Ganó una medalla de plata en el Campeonato Europeo de Atletismo de 2024 y una medalla de plata en el Campeonato Europeo de Atletismo en Pista Cubierta de 2023.

## Palmarés internacional
| Campeonato Europeo                   | Campeonato Europeo | Campeonato Europeo | Campeonato Europeo |
| Año                                  | Lugar              | Medalla            | Prueba             |
| ------------------------------------ | ------------------ | ------------------ | ------------------ |
| 2024                                 | Roma (Italia)      | Medalla de plata   | 4 × 400 m mixto    |
| Campeonato Europeo en Pista Cubierta |                    |                    |                    |
| Año                                  | Lugar              | Medalla            | Prueba             |
| 2023                                 | Estambul (Turquía) | Medalla de plata   | 4 × 400 m          |